# Radical Dreamers
Radical Dreamers (Radical Dreamers –盗めない宝石– Radical Dreamers: Nusumenai Hōseki?, "Radikala drömmare: Den ostjälbara juvelen") är en japansk visuell roman som släpptes av Squaresoft till Super Famicom 1996. Det är en gaiden till spelet Chrono Trigger.